# 피아제 SA
피아제 SA(이탈리아어: Piaget SA)는 1874년 조르주 피아제(Georges Piaget)가 스위스의 라코토페(La Côte aux Fées)에 설립한 시계, 보석 제조 회사이다. 이 회사는 명품 산업 전문인 스위스 리치몬트 그룹 소속이다.

## 역사
특별히 명기되지 않은 이상, 모든 정보는 브랜드 웹사이트에서 발췌된 것이므로 참고.

### 설립 배경 및 과정(1874-1942)
1874년 주르주 에두아르 피아제(Georges Edouard Piaget)는 스위스 쥐라(Jura) 지방의 라코토페(La Côte-aux-Fées)에 첫 제작소를 설립한다.   회중시계와 고도로 정밀한 무브먼트 시계 제작에 전력을 다해 유명 메이커로 발돋움하고 얼마 후 뇌샤텔(Neuchâtel) 뿐만 아니라 다른 지역에까지 그 이름을 알린다.
조르주 피아제의 손자인 티모데 피아제는 1911년 가업을 이어받는다. 그 후 손목 시계 사업에 전력투구한다.

### 상표 등록(1943-1955)
조르주 피아제의 두 손자인 제랄드(Gérald) 와 발렌틴(Valentin) 피아제가 앞장서 1943년 상표 등록을 한다. 이후 라코토페에서 피아제만의 독특한 제품을 생산하고 국제적으로 발돋움한다. 가족이 경영하던 피아제사는 사업이 크게 번창하자 1945년 역시 라코토페 지방에 제작소를 열고 혁신적 기술을 도입한 제품 및 초박형 무브먼트 제품 개발에 나선다.

### 초박형 무브먼트 및 주얼리 사업(1956-1963)
1957년 라코토페의 제작소에서 최초로 두께 2mm의 초박형 수동식 무브먼트 칼리버 9P를 선보인다. 1960년에는 두께 2.3mm로, 세계에서 가장 얇은 자동 무브먼트인 칼리버 12P를 개발해 기네스북에 공인된다.
피아제의 제품군은 날로 다양해진다. 동전 시계 외에도 반지형 시계, 브로치 시계, 커프스 링크 형 시계 등 장신구 세트 제품을 제작한다.
1957년에는 남성 시계 엠페라도(Emperador)가 론칭되어 피아제 브랜드를 선도한다. 사업이 확장되자 제네바에 제작소를 세우고 주얼리 사업에 몰두해 1959년 드디어 첫 매장을 연다.

### 비약적 발전(1964-1987)
피아제의 보석 제품은 재클린 케네디, 지나 롤로브리지다, 앤디 워홀과 같은 유명 인사의 사랑을 받아 전 세계적으로 유명해진다. 1964년 피아제는 청금석, 터키옥, 오닉스, 호안석 등 보석 다이얼 시계를 출시한다. 그 다음, 피아제는 명품시계의 상징이 된 커프스 시계를 출시한다. 1976년에 선보인 칼리버 7P는 그 당시로서는 가장 작은 쿼츠 무브먼트 시계였다.
1979년 선보인 아방가르드 스타일의 피아제 폴로(Piaget Polo)는 피아제 브랜드의 아이콘으로 부상한다. 1986년에 론칭한 댄서(Dancer) 컬렉션도 큰 성공을 거둔다. 1980년 이브 피아제(Yves Piaget)가 대표로 부임하면서 피아제는 독특한 멋을 끊임없이 만들어내며 보석 시계 업계의 상위주자가 된다.

### 인수 합병(1988-2000)
오늘날 리치몬트(Richemont)사의 전신인 당시 럭셔리 그룹 방돔(Vendôme)사는 1988년 피아제를 인수한다. 1990년대에는 포제션(Possession)을 비롯해 타나그라(Tanagra), 라임라이트(Limelight), 팔찌 부분 교체가 가능한 미스 프로토콜(Miss Protocole) 등 새로운 컬렉션을 선보인다. 피아제는 알티플라노(Altiplano)를 출시하고 1999년 엠페라도(Emperador) 라인을 새롭게 디자인한다. 고도의 정밀 부품이 블랙 타이(Black Tie) 제품에 사용되었다.

### 새로운 무브먼트(2001-2008)
피아제는 2001년 제네바의 관문인 플랑레주아트(Plan-les-Ouates)에 정밀 시계 제작소를 설립한다. 무브먼트는 피아제사 경영의 역사적 산실인 라코토페에서 계속 제작된다. 이 곳에서 시계 및 보석 제작과 관련된 40여 종의 업무가 처리된다. 같은 해, 1970년대에 출시된 폴로(Polo) 시계에 한층 젊은 감각을 부여하고 매직 리플렉션(Magic Reflections) 컬렉션을 선보인다. 피아제는 기계식 무브먼트 라인을 개발하고 2002년에 피아제의 첫 무브먼트 투르비옹이자 두께 3.5 mm로 세계에서 가장 얇은 칼리버 600P를 론칭한다. 2004년에는 설립 130주년을 맞이한다.

## 노하우
피아제는 기계식 무브먼트를 자체적으로 구상, 개발하고 제작한다. 1874년부터 제작소가 가동되어 정밀 시계와 고급 보석 세트의 디자인에서 납품에 이르기까지 40여 종의 업무를 처리한다.

### 초박형 무브먼트
피아제는 1957년과 1960년에 각각 세계에서 가장 얇은 수동 무브먼트인 9P와 자동 무브먼트 12P를 출시해 초박형 무브먼트의 선두주자가 된다. 최근에는 현대적 기술을 도입해 두께 2.1mm의 430P, 450P, 그리고 438P를 선보인다. 알티플라노(Altiplano) 라인에 이와 같은 혁신적 기술이 동원되었다.

### 투르비옹 무브먼트
투르비옹 무브먼트는 3년이 넘는 개발 단계를 거친다. 그리하여 두께 3.5mm로 세계에서 가장 얇은 칼리버 600P가 탄생하기에 이른다. 이 제품은 케이스 부분이 매우 정교한데, 티타늄 소재의 브릿지 세 개를 비롯해 구성 부품이 무려 42개인 반면 무게는 겨우 0.2그램에 지나지 않는다. 지지대가 하나 있는 플라잉(Flying) 투르비옹은 이니셜 P 위에 걸려 있어 균형감을 더한다. 600P 각 제품은 시계 장인 한 사람이 조립 및 케이스 용접을 담당하므로 신뢰도가 매우 높다.

### 스켈레톤 투르비옹 무브먼트
컴플리케이션 시계의 상징인 피아제의 플라잉 투르비옹 무브먼트는 두께가 3.5mm로 세계에서 가장 얇다.
초침이 60개의 구간으로 분할된 장식 문양인 햇살 모양 길로셰가 투르비옹의 케이스에서 빛처럼 반짝인다. 이 제품은 보석과 금으로 세팅된다. 다수의 특허를 받은 투르비옹 스켈레톤 무브먼트 각 제품은 시계 장인 한 사람이 조립 및 케이스 용접을 담당한다.

### 역행 무브먼트
칼리버 560P는 피아제가 구상, 개발하고 제작한 기계식 셀프 와인딩 무브먼트 제품이다. 반시계 방향 회전 초침이 달려 있어 복잡한 메커니즘이 엿보인다. 바늘은 12시의 원형 아치 위에서 0부터 30까지 움직여 즉각 시작점으로 되돌아간다. 꼬뜨 드 쥬네브(Côtes de Genève) 장식, 측면 세공, 앵글링, 브릿지의 연조 및 푸른색 나사까지 2년이라는 구상 단계를 거친 제품으로 장인의 손길이 느껴지는 마감력이 돋보인다.

### 셀프 와인딩 무브먼트
2006년에 차세대 기계식 셀프 와인딩 무브먼트가 론칭된다. 시, 분, 초, 날짜 표시 기능을 갖춘 800P는 72시간의 파워 리저브를 보장하는 이중 실린더가 장착되어 있다. 12개 라인의 800P 칼리버는 직경 26.8mm로 시간당 21,600번 회전하고(3 Hz) 밸런스 스프링으로 조절된다. 동일 계열의 850P는 하부 다이얼 두 개 위에 초침과 이중 시간대 기능을 갖추고 있다. 시간대 표시 기능에 낮/밤 표시 기능까지 탑재되어 시간 정보를 더욱 자세히 볼 수 있다.

### 에나멜 페인팅 기법
피아제는 전통적인 기술과 함께 페인팅 기법을 계승해 오고있다. 숙련된 에나멜 페인팅 작업자가 천연 에나멜을 으깨고 세척하여 아주 고운 가루를 채취하는데, 이 가루를 정유와 섞으면 다채로운 색상이 나온다. 붓에 에나멜을 촘촘히 발라 800°가 넘는 화덕에 넣는다. 에나멜을 바른 작품은 스무 번에 걸쳐 화덕에 들어가게 되고 이렇게 만들어진 에나멜의 색은 영원히 변치 않는다.

### 보석 세팅 및 감정
피아제는 제네바에서 가장 큰 제작소를 소유하고 있다. 이곳의 보석은 전부 손으로 직접 깎고 다듬어 세팅된다.
다이아몬드와 보석을 선정할 때도 마찬가지이다. 다이아몬드의 경우 색상(D에서 G) 및 순도(IF에서 VVS) 기준을 따른다. 다이아몬드의 색상, 크기, 순도, 캐럿은 엄격한 자체 규정을 따른다.
피아제 제작소는 ‘신뢰할 수 있는 주얼리 관행 위원회(Council for Responsible Jewellery Practices)’와 ‘킴벌리 프로세스(Kimberley Process Certification Schem)’의 회원으로서 다이아몬드 생산지를 보증한다.

## 제품 컬렉션

### 시계류[6]
- 블랙 타이(Black Tie)
- 알티플라노(Altiplano)
- 업스트림(Upstream)
- 피아제 폴로(Piaget Polo)
- 댄서(Dancer)
- 포제션(Possession)
- 미스 프로토콜(Miss Protocole)
- 라임라이트(Limelight)
- 크리에이티브 컬렉션(Créative Collection)

### 보석류[7]
- 포제션(Possession)
- 마리아주(Mariage)
- 쾨르 & 참(Cœurs & Charms)
- 미스 프로토콜(Miss Protocole)
- 피아제 매직 가든(Magic Gardens of Piaget)
- 라임라이트(Limelight)
- 크리에이티브 컬렉션(Créative Collection)

## 이벤트 및 후원 활동

### 스피릿 어워즈(Spirit Awards)
피아제는 2008년 미국 독립 영화 축제인 스피릿 어워즈(Spirit Awards)를 후원했다. 영화제는 2008년 2월 23일에 캘리포니아 산타모니카에서 열렸다.
스피릿 어워즈의 수상자 명단은 다음과 같다.
- 최우수 작품상: 제이슨 라이트먼(Jason Reitman)의 <주노(Juno)>
- 최우수 감독상: <잠수종과 나비(The Diving Bell and the Butterfly)>의 줄리안 슈나벨(Julian Schnabel)
- 최우수 각본상: <세비지스(The Savages)>의 타마라 젠킨스(Tamara Jenkins)
- 여우주연상: <주노(Juno)>의 엘렌 페이지(Ellen Page)
- 남우주연상: <세비지스(The Savages)>의 필립 세이모어 호프만(Philip Seymour Hoffman)
- 여우조연상: <아임 낫 데어(I’m Not There)>의 케이트 블란쳇(Cate Blanchett)
- 남우조연상: 치웨텔 에지오프(Chiweteil Ejiofor)
- 최우수 외국어 영화상: 존 카니(John Carney)의 아일랜드 영화 <원스(Once)>
- 신인감독상: 스캇 프랭크(Scott Frank)의 <룩아웃(The Look Out)>

### 피아제 매장
피아제는 전 세계적으로 84개 국가에 800여 개가 넘는 매장을 보유하고 있다. 각 매장은 전 세계의 대도시의 중심가에 있다.
- 피아제 파리 매장: 방돔 광장(Place Vendôme)

1992년 개장한 피아제 파리 매장은 파리의 럭셔리 상점가 중심에 있다.
- 피아제 모나코 매장: 보자르(Beaux Arts)

피아제 모나코 매장은 1980년 보자르에 개장했다.
- 피아제 베를린 매장: 쿠르퓌르스텐담(Kurfürstendamm)

피아제 베를린 매장은 2002년 쿠르퓌르스텐담에 개장했다.
- 피아제 팜 비치: 사우스 카운티가

피아제 플로리다 매장은 바닷가인 팜 비치에 개장했다.
- 피아제 마이애미: 콜린스가

피아제 플로리다의 마이애미 매장은 도심인 콜린스 애버뉴에 개장했다.
- 피아제 뉴욕: 5번가

피아제 뉴욕 매장은 맨해탄에서 가장 유명한 5번가에 있다.
- 피아제 라스베이거스: 팔라조(Palazzo) 호텔

피아제는 게임 산업의 메카인 라스베이거스에도 매장이 있어 피아제가 전 세계적으로 뻗어나가고 있음을 상징적으로 보여준다.

## 수상 및 시상

### 수상 내역
피아제는 설립 이래 여러 차례 상을 받은 바 있다.
- 2000년에는 엠페라도가 몽트르 패션 어워드(Jury de Montres Passion)로부터 <올해의 시계(Montre de l'année)>상을 수상한다.[9]
- 2002년 ‘제네바 시계 그랑프리(Grand Prix d’Horlogerie de Genève)’에서 피아제 1967이 <시계 디자인상(Prix de la Montre Design)>을[10], 2003년 알티플라노 XL이 <초박형 시계상(Prix de la montre extra-plate)>을 받는다.[11]
- 2006년 ‘제네바 시계 그랑프리(Grand Prix d'Horlogerie de Genève)’에서 피아제는 라임라이트 파티로 <여성 주얼리 시계상(Prix de la Montre Joaillerie Dame)>을 수상한다.[12]
- 2006년 라임라이트 파티는 ‘보그 호야스 스페인(Vogue Joyas Spain)’지가 선정하는 <2006 올해의 가장 아름다운 시계(Plus belle montre de l’année 2006)>상을 받는다. (피아제 홈페이지 참고)[13]
- 피아제 폴로는 프랑스의 <시계 리뷰(La Revue des Montres)>지의 심사 위원단으로부터 <2007 올해의 시계(Montre de l’année 2007)>로 선정된다.[14]
- 엠페라도는 알람 아샤트 왈 무쟈와라트지가 주관하는 <2007 올해의 중동지역 시계상(Middle East Watch of the Year Awards 2007)>에서 ‘올해의 남성 시계상(Montre Homme de l’Année 2007)’을 받는다.[15]
- 라임라이트 파티 시크릿 워치는 벨기에의 ‘패션 데 몽트르(Passion des Montres)’지로부터 여성 시계 부문의 <2007 올해의 시계상(Montre de l’Année 2007)>으로 선정되었다. (피아제 홈페이지 참고)[16]

### 피아제가 수여하는 최고의 보석•주얼리 장인상
피아제는 2005년에 최고의 보석•주얼리 장인상을 신설한다. 이 상은 시계 제조 분야에서 능력인증협회의 인증서 취득 자격이 있는 학생에게 수여된다. 1회 수상자는 도리안 르코르동(Dorian Recordon)이다.

## 수상 관련 참조 사이트
1. ↑  
Piaget.com[깨진 링크(과거 내용 찾기)]
2. ↑  피아제의 역사에 관한 글 보기(l'article sur l'histoire de Piaget)
3. ↑  Piaget - Polo (1979)  보관됨 2008-11-13 - 웨이백 머신.
4. ↑  피아제의 노하우 관련 글 보기(l'article sur le savoir-faire Piaget)
5. ↑  관련 기사 보기(Piaget place son année sous le signe de l'extra plat [깨진 링크(과거 내용 찾기)])
6. ↑  피아제 시계 컬렉션 보기(les collections Montres Piaget)
7. ↑  피아제 보석 컬렉션 보기(les collections Joaillerie Piaget)
8. ↑  http://filmindependent.org/spiritawards/sponsorship.php 보관됨 2008-09-29 - 웨이백 머신.
9. ↑  관련 프랑스어 기사 보기(en particulier le site Montres de Luxe)
10. ↑  http://www.worldtempus.com/wt/1/3269 보관됨 2005-10-30 - 웨이백 머신.
11. ↑  http://www.worldtempus.com/wt/1/11615/1805 보관됨 2008-05-06 - 웨이백 머신.
12. ↑  http://www.worldtempus.com/wt/1/11682 보관됨 2007-05-04 - 웨이백 머신.
13. ↑  관련 기사 보기(l'aricle sur http://www.worldtempus.com/wt/2/11615/4584  보관됨 2012-05-29 - archive.today)
14. ↑  관련 기사 보기(Prix officiels de La Revue des Montres) 보관됨 2007-12-06 - 웨이백 머신
15. ↑  http://www.zawya.com/story.cfm/sidZAWYA20070226082542 보관됨 2016-06-01 - 웨이백 머신.
16. ↑  관련 프랑스어 기사 보기(l'article sur La montre dame de l'année, la limelight Party(lesoir.be) 보관됨 2008-01-03 - 웨이백 머신)

## 기타 사이트
- 피아제[깨진 링크(과거 내용 찾기)] - 공식 웹사이트
- 킴벌리 프로세스 (Kimberley Process Certification Schem)
- 신뢰할 수 있는 주얼리 관행 위원회 (Council for Responsible Jewellery Practices)
- 제네바 고급 시계 협회 (Fondation de la Haute Horlogerie)